# Xi'an
Xī'ān (西安 în chineză simplificată) este un oraș în Republica Populară Chineză și capitala provinciei Shaanxi.

## Demografie
Orașul are o populație de 6 milioane de locuitori în zona metropolitană și peste 2 milioane în oraș. Are o minoritate semnificativă (în jur de 400.000) de musulmani.

## Turism
Orașul Xi'an este un oraș cu o cultură și o istorie bogată având numeroase atracții turistice:
- Mausoleul lui Qin Shi Huang- mormântul împăratului din dinastia Qin care a domnit între anii 247-220 î.Hr. În mausoleul său, aflat la marginea orașului, se află celebra Armată de Teracotă, compusă din statuile a aproximativ 8.000 de soldați;

- Turnul Clopotniță- construit în anul 1384 în timpul dinastiei Ming este unul dintre simbolurile orașului;

- Turnul Tobelor- construit în anul 1380, acesta este un alt simbol al orașului alături de Turnul Clopotniță;

- Muzeul de Istorie Shaanxi- construit între anii 1983-2001, muzeul conține o bogată colecție de artefacte antice și medievale aparținând dinastiilor Zhou, Qin, Han, Sui și Tang. În total deține 370.000 de exponate;

- Palatul Daming- construit în vremea dinastiei Tang (618-907) și restaurat între anii 1994-1996 și 2003. A fost deschis oficial publicului pe 1 octombrie 2010;

- Templul Daci'en- construit în anul 589, templul este celebru pentru Pagoda Marii Gâște Sălbatice, înaltă de 64 de metri;

- Templul Jianfu- construit în anul 684, templul conține Pagoda Micii Gâște Sălbatice;

- Templul Famen- construit pentru prima dată în timpul dinastiei Han de Răsărit (25-220 d.Hr), este unul dintre cele mai vechi clădiri din oraș;

- Templul Xingjiao- construit în anul 669, este locul unde se află cenușa călugărului Xuanzang;

- Marea Moschee- construită în 742, aceasta este una dintre cele mai vechi exemple de arhitectură islamică chineză;

- Muzeul Beilin- cunoscut și ca Pădurea Stelelor, acesta este un complex ce conține o colecție de aproximativ 3.000 de stele din diferite perioade;

## Personalități născute aici
- Zhao Xintong (n. 1997), jucător de snooker.